# Weltbühne-Prozess

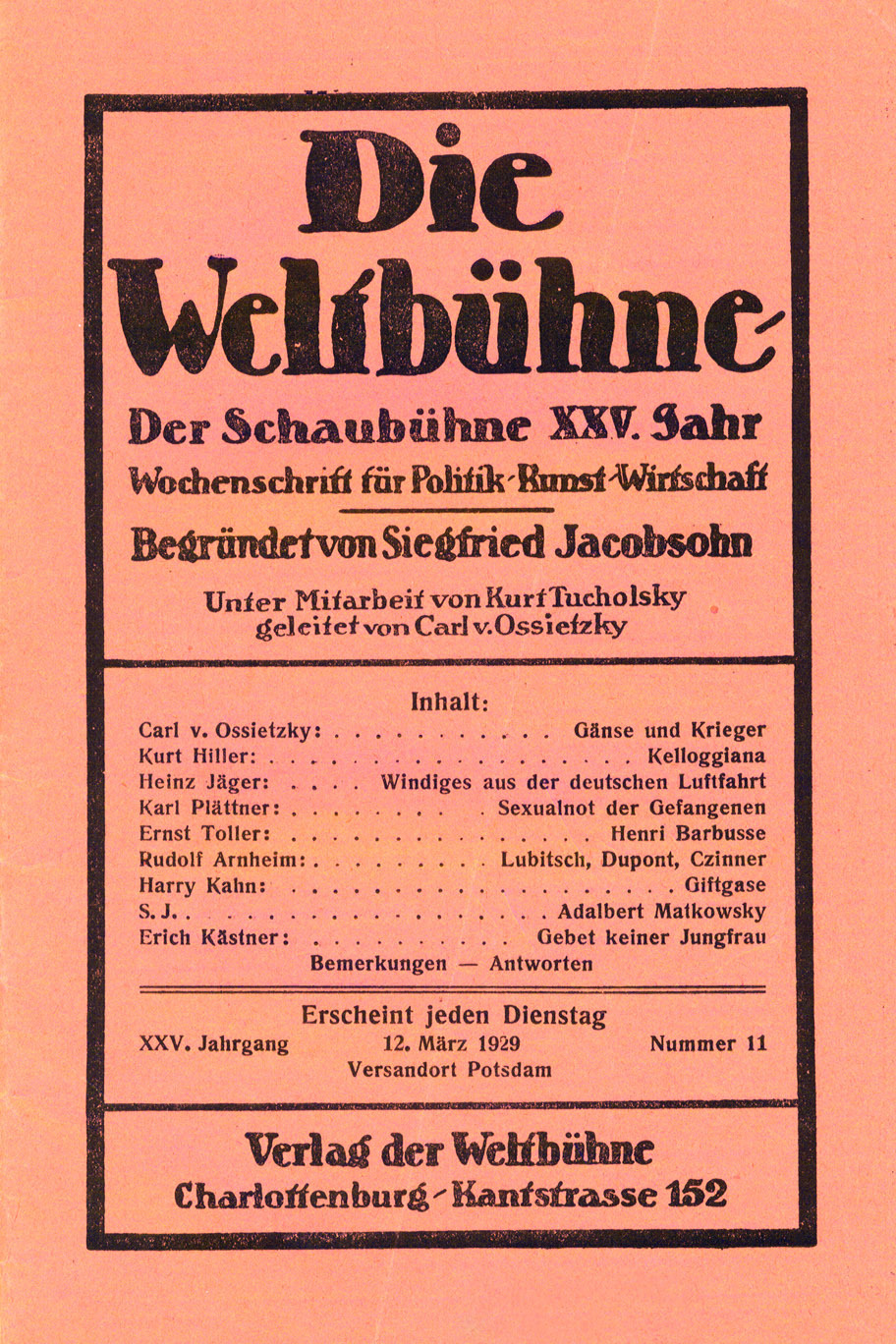
Umschlag der inkriminierten Weltbühne vom 12. März 1929

Der Weltbühne-Prozess (häufig auch Weltbühnenprozess genannt) war eines der spektakulärsten Strafverfahren gegen militärkritische Presseorgane und Journalisten in der Weimarer Republik. In dem Prozess wurden der Herausgeber der Wochenzeitschrift Die Weltbühne, Carl von Ossietzky, sowie der Journalist Walter Kreiser wegen Landesverrats und Verrats militärischer Geheimnisse angeklagt und im November 1931 vom IV. Strafsenat des Reichsgerichts in Leipzig zu je 18 Monaten Freiheitsstrafe verurteilt.
Wegen des brisanten Themas des heimlichen Aufbaus einer deutschen Luftwaffe und des mit Anklage und Urteil intendierten Angriffs auf die Pressefreiheit erregte der Prozess im In- und Ausland großes Aufsehen. Eine Wiederaufnahme des Verfahrens vor bundesdeutschen Gerichten scheiterte 1992. Der Prozess gilt als Musterbeispiel politischer Justiz in der Weimarer Republik.

## Vorgeschichte

### Vertrag von Versailles
Nach der Niederlage im Ersten Weltkrieg hatte das Deutsche Reich mit dem Vertrag von Versailles in eine starke Beschränkung seiner militärischen Kräfte einwilligen müssen. Trotz der geleisteten Unterschrift versuchten Reichsregierung und Reichswehr systematisch, die Bestimmungen des Vertrages zu unterlaufen. Vor allem die in Artikel 163 festgelegte Begrenzung des deutschen Heeres auf eine Höchststärke von 100.000 Mann versuchten sie von Anfang an zu umgehen. So unterstützten einflussreiche Kreise der Reichsregierung und der Reichswehr insgeheim den Aufbau paramilitärischer Verbände und legten illegale Waffenlager an.
Diese paramilitärischen Verbände, die aus den Freikorps der unmittelbaren Nachkriegszeit hervorgegangen waren und auch als Schwarze Reichswehr bezeichnet wurden, bildeten einen ständigen Unsicherheitsfaktor der deutschen Innenpolitik. Sie formten zum Teil rechtsfreie Räume, in denen Gewaltdelikte gegen Andersdenkende und abtrünnige Mitglieder toleriert und begangen wurden.
Pazifistische und antimilitaristische Kreise in der Weimarer Republik sahen daher im Verhalten der Reichswehr eine Gefahr für den inneren Frieden sowie für die außenpolitische Konsolidierung des Deutschen Reiches. Verschiedene Publikationsorgane machten auf die Missstände aufmerksam. So führte eine Veröffentlichung der Weltbühne über die Fememorde in der Schwarzen Reichswehr schließlich zu mehreren Strafverfahren gegen die Täter. Die juristische Aufarbeitung dieser Delikte war aber von Beginn der Weimarer Republik an von einer extremen Parteinahme für die Täter erschwert. So räumte das Reichsgericht zu Gunsten der Fememörder ein, „daß es auch ein Notwehrrecht des einzelnen Staatsbürgers gegenüber rechtswidrigen Angriffen auf die Lebensinteressen des Staates gibt“ (Entscheidungen des Reichsgerichts in Strafsachen 63, 215 (220)). Im Gegenzug wurden Pazifisten, die die illegalen Waffenlager verraten hatten, wegen Landesverrats zu 10 bis 15 Jahren Haft verurteilt.

### Militärkritische Presse
Auch die Medien, die auf die Missstände aufmerksam machten, waren starken Repressionen ausgesetzt. Die Journalisten Berthold Jacob und Fritz Küster wurden beispielsweise 1928 wegen „publizistischen Landesverrats“ im „Ponton-Prozess“ verurteilt, weil sie das System der Zeitfreiwilligen aufgedeckt hatten. Diese Soldaten wurden kurzfristig zu militärischen Übungen herangezogen und tauchten in keiner Statistik auf. Das Reichsgericht kam in seinem Urteil gegen Jacob und Küster zu folgender Ansicht: Der Gedanke sei abzulehnen, „dass die Aufdeckung und Bekanntgabe gesetzwidriger Zustände dem Reichswohle niemals abträglich, nur förderlich sein könne, weil das Wohl des Staates in seiner Rechtsordnung festgelegt sei und sich in deren Durchführung verwirkliche“ (RGSt 62, 65 (67)). Darüber hinaus verlangte das Reichsgericht: „Dem eigenen Staat hat jeder Staatsbürger die Treue zu halten. Das Wohl des eigenen Staates wahrzunehmen, ist für ihn höchstes Gebot“. Aus dieser Perspektive verwundert es nicht, dass allein in den Jahren 1924 bis 1927 mehr als 1000 Personen wegen Landesverrats, Beleidigung der Reichswehr und ähnlicher Delikte verurteilt wurden. Wie sehr sich die Rechtslehre in dieser Frage mit der Politik identifizierte, zeigt eine Passage aus einer Abhandlung zum Landesverrat im deutschen Strafrecht:

„Weist man auf die große Ziffer der Landesverratsprozesse nach dem Kriege im Vergleich zu der in Friedenszeiten hin, so ist hierauf zu antworten, daß die Zahl dieser Prozesse solange nicht sinken wird, als einmal der schmachvolle uns aufgezwungene Vertrag von Versailles Gültigkeit besitzt, welcher eben bewußt so ausgeklügelte Bestimmungen enthält, die auch beim besten Willen von uns nicht bis in das kleinste Detail erfüllt werden können, was letzten Endes auch von der Entente beabsichtigt ist, um uns dauernd die Peitsche der Frohn fühlen zu lassen, und zum anderen solange, als es Deutsche geben wird, welche sich zum Büttel der Entente erniedrigen, ja selbst bewußt dazu bekennen, weil ihnen eine Erfüllung der Schmachfriedensbestimmungen wichtiger erscheint, als das Wohl des Vaterlandes.“

Die Bestimmungen des Versailler Vertrages beschränkten jedoch nicht nur die Stärke des Heeres. Sie verboten in Artikel 198 auch ausdrücklich den Aufbau eigener Luftstreitkräfte. In pazifistischen Kreisen war jedoch bekannt, dass auch diese Bestimmung umgangen wurde. So monierte Berthold Jacob an der Rangliste des deutschen Reichsheeres eine fehlende Transparenz,

„weil eine Reihe von tatsächlich vorhandenen Abteilungen des Reichswehrministeriums, wie etwa die Fliegerei, die Gaskampfvorbereitung, die Abteilungen Gegenspionage und Spionage und viele andre, offiziell überhaupt nicht in Erscheinung treten.“

Zu den Journalisten, die sich besonders intensiv mit dem heimlichen Aufbau der deutschen Luftwaffe befassten, gehörte der Flugzeugkonstrukteur Walter Kreiser. In einem Brief vom August 1925 bezeichnete sich Kreiser als „einzige[n] in pazifistischen Kreisen, der genauen Einblick in die Fliegerei hat“. Daher hatte er bereits unter dem Pseudonym Konrad Widerhold sieben Beiträge zum Thema Luftfahrt in der Weltbühne veröffentlicht. Wegen der Mitarbeit an dem Werk Die deutsche Militärpolitik seit 1918 war bereits 1926 gegen ihn ein Verfahren wegen Landesverrats und Verrats militärischer Geheimnisse eingeleitet worden, das 1928 jedoch eingestellt wurde. Anfang 1929 bot Kreiser schließlich der Weltbühne einen neuen Artikel an, von dessen Veröffentlichung er sich eine große Resonanz versprach. Dies geht auch aus einem Brief Kreisers vom 4. März 1929 an Ossietzky hervor, der später vom Gericht belastend gegen die Angeklagten gewertet wurde. Darin hieß es:

„Es ist zweckmäßig, den Aufsatz in der Weltbühne vom 11. März zu bringen. An diesem Tage findet abends 8 Uhr im Herrenhaus eine von der W.G.L. einberufene Luftfahrtversammlung statt, wo alle Prominente der Luftfahrt und diejenigen, die es sein wollen, anzutreffen sind. Vielleicht beordern Sie einen tüchtigen Zeitungsverkäufer dorthin, der wird sicher einige Hundert Exemplare los, da der Artikel gerade auf diese Versammlung wie eine Bombe wirken dürfte.“

### Der inkriminierte Artikel

Der Artikelanfang im Originalheft

Vor dem geschilderten Hintergrund wundert es nicht, dass der unter dem Pseudonym Heinz Jäger am 12. März 1929 in der Weltbühne erschienene Artikel „Windiges aus der deutschen Luftfahrt“ das Missfallen der Reichswehr erregte. In dem umfangreichen, fünfeinhalbseitigen Artikel befasste sich Kreiser zunächst mit allgemeinen Fragen zur Situation der deutschen Luftfahrt, bevor er sich auf den letzten anderthalb Seiten schließlich den Verbindungen zwischen Reichswehr und Luftfahrtindustrie widmete. Aus diesem Abschnitt ging hervor, dass die Reichswehr offensichtlich unter Umgehung des Versailler Vertrages den heimlichen Aufbau einer Luftwaffe betrieb. Unter der Überschrift „Abteilung M“ schrieb Kreiser:

„Ähnliche Kapriolen wurden auch auf dem Flugplatz Johannisthal-Adlershof gemacht. Auf der Adlershofer Seite bestand als besondere Gruppe der Deutschen Versuchsanstalt für Luftfahrt eine sogenannte Abteilung M. Als beim vorjährigen Luftfahrtetat der sozialistische Abgeordnete Krüger im Haushaltsausschuß die Regierungsvertreter um Auskunft bat, zu welchem Zweck die Abteilung M da sei, bekam er keine Antwort, denn sonst hätten die Behörden darauf aufmerksam machen müssen, daß ‚M‘ auch der Anfangsbuchstabe des Wortes Militär ist. So schwieg man lieber. Aber auch hier arbeitet Gröners findige Vernebelungstaktik. Um bei einer erneuten Anfrage sagen zu können: eine solche Abteilung M gibt es nicht mehr, mit diesen Schweinereien haben wir aufgeräumt, wurde diese Abteilung auch aufgelöst, kam auf die Johannisthaler Seite des Flugplatzes und heißt jetzt ‚Erprobungsabteilung Albatros‘, zum Unterschied von einer Versuchsabteilung, die Albatros bereits besitzt. Diese ‚Erprobungsabteilung Albatros‘ ist zu Lande dasselbe, was an der See die ‚Küstenflugabteilung der Lufthansa‘ darstellt. Beide Abteilungen besitzen je etwa dreißig bis vierzig Flugzeuge, manchmal auch mehr.
Aber nicht alle Flugzeuge sind immer in Deutschland ….“

Im Manuskript soll außerdem gestanden haben, dass sich die Flugzeuge zeitweise in Russland befänden. Diese Passagen hatte Ossietzky vorsichtshalber gestrichen und sich auf die Andeutung beschränkt. Kreiser bezog sich mit seinen Äußerungen zum Teil auf das Protokoll der 312. Sitzung des Ausschusses für den Reichshaushalt vom 3. Februar 1928. Obwohl dieses Protokoll als Drucksache vorlag, startete der Oberreichsanwalt ein Ermittlungsverfahren wegen Verstoßes gegen den Landesverratsparagrafen § 92 Abs. 1 Ziffer 1 StGB und gegen Paragraf 1, Absatz 2 des Gesetzes gegen den Verrat militärischer Geheimnisse vom 3. Juni 1914.
Ossietzky selbst behauptete nach der Verurteilung mehrfach, der Artikel habe überhaupt nicht auf die völkerrechtswidrige Aufrüstung der Reichswehr angespielt, sondern auf die heimliche Subvention privater Luftfahrtunternehmen durch öffentliche Mittel des Reichswehrministeriums. Er habe die Schwarze Reichswehr für 1929 bereits „verblichen“ gehalten und mit der Publikation lediglich die „Betriebsamkeit kommerziell begabter Offiziere“ kritisieren wollen.

## Verfahren
Am 1. August 1929 wurde schließlich ein Strafantrag gestellt. In einem Schreiben vom 8. August 1929 teilte der Oberreichsanwalt dem preußischen Innenminister mit, dass eine Voruntersuchung wegen des inkriminierten Artikels eingeleitet worden sei. Zur Begründung hieß es, dass Ossietzky und Kreiser,

„Nachrichten, von denen sie wussten, daß ihre Geheimhaltung einer anderen Regierung gegenüber für das Wohl des Deutschen Reiches erforderlich ist, öffentlich bekannt gemacht haben, sowie vorsätzlich Nachrichten, deren Geheimhaltung im Interesse der Landesverteidigung erforderlich ist, an eine ausländische Regierung oder an eine Person, die im Interesse einer ausländischen Regierung tätig ist, haben gelangen lassen und dadurch die Sicherheit des Reiches gefährdet haben.“

Im Zuge der Ermittlungen wurden die Redaktionsräume der Weltbühne sowie die Wohnung Ossietzkys durchsucht. Im August 1929 wurde Ossietzky außerdem zu dem Fall vernommen. Dass es anschließend nicht zur Verhandlung kam, wird den im Folgenden geschilderten politischen Implikationen zugeschrieben.

### Politische Implikationen
Die Reichsregierung befand sich nach der Veröffentlichung des Artikels in einem Dilemma. Hätte sie den Artikel ignoriert oder lediglich dementiert, wäre sie Gefahr gelaufen, dass weitere Details aus den heimlichen Aufrüstungsbemühungen an die Öffentlichkeit gedrungen wären. Ein scharfes Vorgehen gegen Autor und Herausgeber kam jedoch dem Eingeständnis gleich, dass das Deutsche Reich tatsächlich die Bestimmungen von Versailles verletzte und heimlich eine Luftwaffe aufbaute. Die Interessen von Reichswehrministerium und Auswärtigem Amt kollidierten daher sehr stark.
Wie sich im weiteren Prozessverlauf zeigte, wurden die militärischen Interessen wichtiger eingeschätzt als der außenpolitische Schaden, der sich durch eine Verurteilung der Journalisten ergeben müsste. Die Auswertung von sowjetischen Archiven ergab, dass die Veröffentlichung des Artikels auch in Moskau wahrgenommen worden war.

„In der zweiten Jahreshälfte 1929 beriet im Kreml das Politbüro des ZK der Kommunistischen Partei Rußlands (Bolschewiki) über die Beziehungen zur Reichswehr. Unter Punkt 1a des Beschlußprotokolls ist zu lesen, daß man von der deutschen Seite ‚die Verstärkung der Konspiration in der Zusammenarbeit zwischen den beiden Heeren sowie Garantien (verlangte), daß fürderhin keine wie auch immer gearteten Informationen veröffentlicht werden, die diese Zusammenarbeit betreffen‘.“

Dem Reichswehrministerium musste sehr daran gelegen sein, die wichtige Militärkooperation mit der Sowjetunion nicht zu gefährden. Das Auswärtige Amt musste dagegen durch eine öffentliche Gerichtsverhandlung die Verhandlungsposition des Reiches bei den Genfer Abrüstungsverhandlungen als bedroht betrachten. Wie wichtig das Amt den Prozess nahm, zeigt auch die Tatsache, dass die gesammelten Unterlagen mehrere Aktenbände in der Rechtsabteilung füllten. Dass sich der Prozessbeginn so lange verzögerte, wird dem Widerstand des Außenministeriums zugeschrieben, das bis Oktober 1929 noch von Gustav Stresemann geführt worden war. Dort sei mit Blick auf das erwähnte Reichstagsprotokoll die Frage aufgeworfen worden, ob die Angaben aus dem Artikel tatsächlich geheim gewesen seien.
Dennoch wurde das Verfahren nicht beendet. Im Frühjahr 1931 einigten sich die drei beteiligten Ministerien schließlich auf einen Kompromiss, um ein Gerichtsverfahren eröffnen zu können. Mehr als zwei Jahre nach Erscheinen des Artikels, am 30. März 1931, wurde Anklage erhoben.

### Juristische Akteure
Aufseiten der Staatsanwaltschaft und des Reichsgerichts hatte es die Weltbühne mit Juristen zu tun, die bereits einschlägig Bekanntheit erlangt hatten. Reichsanwalt Paul Jorns, unter dessen Leitung die Anklage gegen Ossietzky erarbeitet wurde, war an den Ermittlungen zu den Morden an Karl Liebknecht und Rosa Luxemburg beteiligt und hatte dort Spuren verwischt. Der Vorsitzende des IV. Strafsenats, Alexander Baumgarten, hatte im Herbst 1930 den Ulmer Reichswehrprozess geleitet, bei dem Adolf Hitler seine „Legalitätserklärung“ abgegeben, aber auch angekündigt hatte, dass nach seinem Regierungsantritt „Köpfe rollen“ würden.
Die Verteidigung der Angeklagten übernahmen die renommierten Anwälte Max Alsberg, Kurt Rosenfeld, Alfred Apfel und Rudolf Olden. Da die Verteidigung von einem erfolgreichen Ausgang des Prozesses überzeugt war, hatte von Ossietzky auch darauf verzichtet, einen Ablehnungsantrag gegen den IV. Strafsenat zu stellen. „Jahrelang hatte ich geschrieben, daß der IV. Strafsenat nicht das Recht der Deutschen Republik spricht, sondern durchaus die Gepflogenheiten eines Standgerichts angenommen hat“, begründete von Ossietzky sein Misstrauen gegen das Gericht.

### Verhandlung
Die gesetzlichen Bestimmungen gemäß § 174 Abs. 2 GVG verboten es der Weltbühne, detailliert über den Prozess zu berichten (und würden es selbst heute noch verbieten). Aus Gründen der Staatssicherheit war die Öffentlichkeit ohnehin von den Verhandlungen ausgeschlossen. Die Prozessbeteiligten waren außerdem zur Verschwiegenheit verpflichtet, was später auch die Urteilsbegründung betraf. Am 5. Mai 1931 erfuhren die Leser der Zeitschrift schließlich von dem Verfahren, das bereits seit zwei Jahren schwebte. Am 8. Mai 1931 sollte schließlich der Prozess beginnen.
Die Verhandlungen wurden sogleich wieder vertagt, weil kein Vertreter des Außenministeriums erschienen war. Die Verteidigung hatte darauf beharrt, dass neben dem Reichswehrministerium auch das Auswärtige Amt einen Sachverständigen entsenden sollte. Dieser sollte die Frage beantworten, ob der Artikel tatsächlich Angaben enthalten habe, die dem Ausland unbekannt gewesen seien. Das Außenministerium ließ den Gerichtstermin jedoch platzen und trug weiter schwere Bedenken, was die außenpolitische Wirkung des Verfahrens betraf. Daher weigerte es sich auch einen Monat später ein weiteres Mal, einen Gutachter nach Leipzig zu schicken. Am 9. Juli 1931 wandte sich der General und spätere Reichskanzler Kurt von Schleicher daher in einem Brief an Bernhard Wilhelm von Bülow, Staatssekretär im Auswärtigen Amt, und rügte dessen Verzögerungstaktik. Schleicher sah in dem Prozess einen Präzedenzfall, um die „wirksamste Abwehr und die beste Vorbeugung gegen das Verrätertum“ durchzusetzen. Aus diesem Grund solle das Auswärtige Amt seine politischen Bedenken „zurücktreten lassen“ und ein Gutachten verfassen. Bülow antwortete wenige Tage später, dass sein Ministerium den „Kampf gegen das Verrätertum“ so gestalten wolle, „wie es die Interessen des Reiches, insbesondere […] der Landesverteidigung“ erfordern. Schließlich erstellte das Amt am 24. August 1931 ein schriftliches Gutachten, das während der Verhandlung verlesen wurde.
Die Verhandlung unter Ausschluss der Öffentlichkeit fand schließlich am 17. und 19. November 1931 statt. Als Zeugen der Anklage fungierten Major Himer vom Reichswehrministerium und Ministerialrat Wegerdt vom Verkehrsministerium. Sie bestätigten, dass die Angaben aus dem Artikel der Wahrheit entsprächen und im Interesse der Landesverteidigung hätten geheim gehalten werden müssen. Major Himer war der Überzeugung, dass der Artikel auch von ausländischen Nachrichtenstellen ausgewertet worden sei. Einen Beweis dafür konnte er jedoch nicht erbringen.
Das Gericht lehnte sämtliche 19 Zeugen der Verteidigung ab. Auch der zentrale Beweisantrag fand nicht das Gehör der Richter. Darin hatte die Verteidigung nachweisen wollen, dass die berichteten Aktivitäten dem Ausland schon lange bekannt waren. Ossietzky selbst argumentierte in eigener Sache, dass in dem Artikel nur Etatkritik hätte geübt werden sollen. Die Formulierungen in dem beanstandeten Abschnitt seien größtenteils auf ihn zurückzuführen und für das uninformierte Publikum auch kaum verständlich gewesen. Er habe damit den Zweck verfolgt, das Reichswehrministerium zu warnen, bevor aus der Angelegenheit ein öffentlicher Skandal würde.

### Urteil

Das Urteil in der Weltbühne

Der Prozess endete am 23. November mit der Verurteilung der beiden Angeklagten wegen „Verbrechen gegen § 1 Absatz 2 des Gesetzes über Verrat militärischer Geheimnisse vom 3. Juni 1914“ zu der von der Staatsanwaltschaft geforderten Gefängnisstrafe in Höhe von 18 Monaten. Auch waren die betreffende Ausgabe der Weltbühne vom März 1929 „ebenso wie die zu ihrer Herstellung notwendigen Platten und Formen“ unbrauchbar zu machen. Die Urteilsbegründung wurde ebenfalls unter Ausschluss der Öffentlichkeit verlesen, „da die tatsächliche und rechtliche Würdigung des inkriminierten Artikels durch das Gericht naturgemäß nicht erfolgen konnte, ohne die in Rede stehenden geheimen Nachrichten zu erwägen und zu beleuchten“.
In seiner Begründung argumentierte das Gericht, dass die Angeklagten nach Angabe der Sachverständigen tatsächlich geheimzuhaltende Nachrichten verbreitet hätten. Der Begriff des Geheimseins sei in diesem Falle nur ein relativer. Es sei irrelevant, ob die genannten Aktivitäten innerhalb bestimmter Kreise bereits bekannt gewesen seien. Wie in dem Prozess gegen Küster und Jacob hob das Gericht darauf ab, dass der Staatsbürger seinem Land die Treue zu halten habe und nicht eigenmächtig die Verletzung internationaler Verträge anprangern dürfe. Dies sei nur möglich, indem innerstaatliche Organe in Anspruch genommen würden. Den erforderlichen Vorsatz begründete das Gericht damit, dass die Angeklagten Pazifisten gewesen seien. Dies rechtfertige den Schluss, dass sie antimilitärisch hätten wirken wollen. Woraus sich „zwanglos“ deren Wille ergäbe, etwas von der Militärverwaltung Geheimgehaltenes aufzudecken.
Dass die Verurteilung nicht aufgrund des Landesverratsparagrafen erfolgte, bedeutete nach Ansicht des Gerichts jedoch nicht, dass die Angeklagten nicht die entsprechenden Straftatbestände erfüllt hätten. Das Reichsgericht war vielmehr der Ansicht, dass der speziellere Straftatbestand des Spionagegesetzes den ebenfalls einschlägigen Landesverratsparagrafen des Strafgesetzbuches im Wege der Gesetzeskonkurrenz verdränge. In der Urteilsbegründung hieß es dazu:

„Bei der rechtlichen Würdigung des tatsächlichen Sachverhalts ist vorauszuschicken, daß das den Angeklagten zur Last gelegte strafbare Tun lediglich unter dem Gesichtspunkt des Verbrechens gegen das Gesetz gegen den Verrat militärischer Geheimnisse vom 3. Juni 1914 zu beurteilen ist. Zwischen diesem Vergehen und dem des Landesverrats nach § 92 Abs. 1 Ziffer 1 StGB liegt, wenn Verrat militärischer Geheimnisse in Frage steht, Gesetzeseinheit vor; in diesem Fall hat die rechtliche Beurteilung, wie der Senat mit der weitüberwiegenden Meinung im Schrifttum annimmt, lediglich nach dem spezielleren Gesetz, d. h. hier dem sog. Verratsgesetz vom 3. Juni 1914 zu erfolgen.“

## Folgen des Urteils

### Politische Reaktionen
Auf die Verurteilung reagierte von Ossietzky mit Sarkasmus. „Anderthalb Jahre Freiheitsstrafe? Es ist nicht so schlimm, denn es ist mit der Freiheit in Deutschland nicht weit her. Mählich verblassen die Unterschiede zwischen Eingesperrten und Nichteingesperrten.“ Das Urteil habe ihn nicht überrascht, auch wenn er den Ausgang des Prozesses nicht für denkbar gehalten habe:

„Ich weiß, daß jeder Journalist, der sich kritisch mit der Reichswehr beschäftigt, ein Landesverratsverfahren zu gewärtigen hat; das ist ein natürliches Berufsrisiko. Dennoch war diesmal für eine reizvolle Abwechslung gesorgt: Wir verließen den Saal nicht als Landesverräter, sondern als Spione.“

Damit spielte Ossietzky darauf an, dass er nicht, wie von der Staatsanwaltschaft beantragt, auch wegen Landesverrats verurteilt wurde. In späteren Artikeln verzichtete Ossietzky darauf, diesen Unterschied zu betonen, sondern wählte eine Formulierung, die den Ausführungen des Reichsgerichts eher gerecht wurde:

„Das Reichsgericht hat mich vorsorglich in unangenehmster Weise abgestempelt. Landesverrat und Verrat militärischer Geheimnisse – das ist eine höchst diffamierende Etikette, mit der sich nicht leicht leben läßt.“

Das Urteil erregte im In- und Ausland aus mehreren Gründen großes Aufsehen. Die Weltbühne veröffentlichte in den Ausgaben vom 1. Dezember und 15. Dezember 1931 zahlreiche ausländische Pressestimmen zu dem Prozess, deren Tenor in der folgenden Passage zum Ausdruck kommt:

„Erstens: es ist das härteste Urteil, das jemals über einen nicht-kommunistischen Publizisten verhängt wurde, und es ist typisch für die rigorose Behandlung, die deutsche Gerichte jetzt jedem zuteil werden lassen, der mit einer Rückkehr zum Vorkriegsmilitarismus in Deutschland nicht einverstanden ist. Zweitens sollte man annehmen, daß die Regierung oder wenigstens das Auswärtige Amt dieses Urteil nicht billige, denn es lenkt die Aufmerksamkeit der Öffentlichkeit auf Vorgänge, die sonst vielleicht längst vergessen oder übersehen worden wären. Deutschland, dessen Argumentation vor der Abrüstungskommission immer darauf hinaus ging, daß der Versailler Vertrag erfüllt sei und es gänzlich abgerüstet habe, wird sich jetzt erneut gegen den Vorwurf verteidigen müssen, daß es eine verbotene Luftflotte unterhalte. Kritiker werden sich in Zukunft weniger auf den Weltbühnen-Artikel berufen als auf das Reichsgericht, das diesen Artikel für so gefährlich hielt, daß es ihn mit achtzehn Monaten Gefängnis bestrafte. Es gibt keine Berufung und Ossietzky … muß diese lange Strafe antreten. Charakteristisch für die Tendenz deutscher Gerichte ist, daß nationalsozialistische Verräter immer milder, meistens mit Festung verurteilt werden, während ein liberaler Kritiker des Militarismus mit gemeinen Verbrechern zusammen eingesperrt wird.“

Auch in Deutschland zeigten sich viele demokratische Politiker entsetzt. Reichstagspräsident Paul Löbe schrieb: „Ich habe selten ein Urteil als einen solchen Fehlschlag nicht nur in juristischer, sondern auch in politischer Hinsicht empfunden als dieses […] Meiner Kenntnis nach ist auch nichts geschrieben worden, was dem Ausland verborgen sein oder nützen konnte, so daß mir das Urteil vollkommen unverständlich erscheint.“

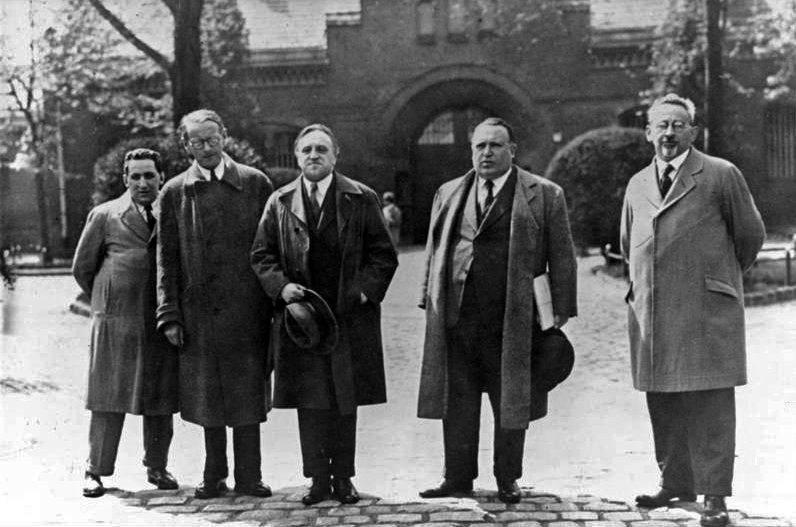
Vor der Strafanstalt in Berlin-Tegel. V. l. n. r.: Kurt Großmann, Rudolf Olden, beide Deutsche Liga für Menschenrechte; Carl von Ossietzky, Alfred Apfel Rechtsanwalt, Kurt Rosenfeld

Verschiedene Organisationen versuchten nach dem Urteilsspruch zu verhindern, dass Ossietzky tatsächlich die Haftstrafe antreten musste. So sandte die SPD-Reichstagsfraktion eine Interpellation an die Reichsregierung und fragte an, ob diese nicht bereit sei, „alle Schritte zu tun, um die Vollstreckung dieses Urteil des Reichsgerichtes zu verhindern.“ Es gab Protestveranstaltungen und Unterschriftenaktionen der Deutschen Liga für Menschenrechte. Viele prominente Schriftsteller und Wissenschaftler wie Thomas Mann, Heinrich Mann, Arnold Zweig und Albert Einstein unterstützten ein Gnadengesuch an den Reichspräsidenten Paul von Hindenburg, das in letzter Minute die Umsetzung des Urteils verhindern sollte. Doch das Justizministerium reichte das Gesuch erst gar nicht an Hindenburg weiter. So trat von Ossietzky schließlich am 10. Mai 1932 seine Haftstrafe im Gefängnis Berlin-Tegel an. Walter Kreiser hatte sich dagegen unmittelbar nach dem Urteil nach Frankreich abgesetzt und entzog sich damit der Haft. Ossietzky argumentierte stattdessen:

„Über eines möchte ich keinen Irrtum aufkommen lassen, und das betone ich für alle Freunde und Gegner und besonders für jene, die in den nächsten achtzehn Monaten mein juristisches und physisches Wohlbefinden zu betreuen haben: – ich gehe nicht aus Gründen der Loyalität ins Gefängnis, sondern weil ich als Eingesperrter am unbequemsten bin. Ich beuge mich nicht der in roten Sammet gehüllten Majestät des Reichsgerichts sondern bleibe als Insasse einer preußischen Strafanstalt eine lebendige Demonstration gegen ein höchstinstanzliches Urteil, das in der Sache politisch tendenziös erscheint und als juristische Arbeit reichlich windschief.“

Aufgrund einer Weihnachtsamnestie für politische Häftlinge wurde Ossietzky am 22. Dezember 1932 nach 227 Tagen Haft vorzeitig entlassen.

### Juristische Einschätzung
Der Prozess bedeutete sicherlich einen der schärfsten Angriffe von Reichswehr und Justiz gegen die kritische Presse in der Weimarer Republik. Außerdem war auf diese Weise dem Ausland deutlich geworden, dass Deutschland offensichtlich wichtige Punkte des Versailler Vertrages nicht mehr zu beachten beabsichtigte. Auch während seiner KZ-Haft sollte Ossietzky noch die Folgen der Verurteilung spüren. So wurde in der Auseinandersetzung um die Verleihung des Friedensnobelpreises häufig als Argument gegen den KZ-Häftling angeführt, dass er schließlich ein verurteilter Landesverräter sei.
Das Urteil wird von heutigen Juristen als wichtiger Schritt auf dem Weg zur NS-Justiz gesehen. Das Reichsgericht habe mit den Landesverratsprozessen eine eigene Rechtsordnung errichtet, die sich nicht an Gesetzen und Verfassung orientierte, sondern an unklaren Begriffen („Vaterlandsverrat“, „Treuepflicht des Bürgers“, „Staatswohl“).

„Reichsgerichtsrat Niethammer bestätigte ihm ‚Schrittmacher‘-Dienste für das NS-Recht, und der ‚nationale‘ Verteidiger Alfons Sack lobte das RG für den ‚mutigen Schritt, […] entgegen den Buchstaben der Verfassung dem neuen Staatsgedanken zum Siege zu verhelfen‘, womit es seinen Beitrag geleistet habe zur ‚Schaffung des neuen Rechts, für das allein die Sicherung des Deutschen Volkes den Maßstab bildet‘. Mit etwas anderen Worten beschrieb Ossietzky-Verteidiger Olden dasselbe: „Von hier stammt jene Verrottung des Rechts und des Rechtsgefühls, die den obersten Gerichtshof bis zur nationalsozialistischen Verdrehung aller Rechtsbegriffe, bis zur Legitimierung des Mords führt, wenn er nur dem ‚Staatswohl‘ dient.““

Ossietzky räumte nach seiner Verurteilung ein, dass die Republik zumindest „das Dekorum des Rechtsverfahrens“ gewahrt habe. „Wenn im Dritten Reich erst einmal nach der Plattform von Boxheim regiert werden wird, dann werden Verräter wie Kreiser und ich ohne Aufhebens füsiliert“, schrieb er am 1. Dezember 1931 in der Weltbühne.
Während der so genannten Spiegel-Affäre wurden von der Presse Parallelen zum Weltbühne-Prozess gezogen. So veröffentlichte BGH-Senatspräsident Heinrich Jagusch unter dem Pseudonym „Judex“ den vielbeachteten Artikel „Droht ein neuer Ossietzky-Fall?“. Gegen Jagusch wurde daraufhin ein Disziplinarverfahren eröffnet, das erst im August 1967 auf Betreiben des damaligen Bundesjustizministers eingestellt wurde. Die Erinnerung an den Weltbühne-Prozess trug sicherlich dazu bei, dass die Öffentlichkeit in der Bundesrepublik in diesem Fall einen ähnlich gelagerten Eingriff in die Pressefreiheit nicht hinnehmen wollte. Inzwischen wäre eine Veröffentlichung wie im Falle des Weltbühne-Textes ohnehin nicht mehr strafbar. Denn im Paragraf 93, Absatz 2 des StGB ist zum Begriff des Staatsgeheimnisses ergänzt:

„Tatsachen, die gegen die freiheitliche demokratische Grundordnung oder unter Geheimhaltung gegenüber den Vertragspartnern der Bundesrepublik Deutschland gegen zwischenstaatlich vereinbarte Rüstungsbeschränkungen verstoßen, sind keine Staatsgeheimnisse.“

Allerdings bleibt der Verrat solcher illegaler Staatsgeheimnisse „einer fremden Macht oder einem ihrer Mittelsmänner“ nach § 97a StGB strafbar. Kritikern zufolge besteht die Gefahr, dass dies auch auf Presseveröffentlichungen ausgedehnt werden könnte.

### Wiederaufnahmeverfahren
In den 1980er Jahren versuchten die Juristen Gerhard Jungfer, Heinrich Hannover, Ingo Müller und Eckart Rottka, eine Wiederaufnahme des Verfahrens zu erreichen. Damit sollte das Urteil von 1931 revidiert werden. Rosalinde von Ossietzky-Palm, einziges Kind Carl von Ossietzkys, leitete als Antragsberechtigte am 1. März 1990 beim Berliner Kammergericht das Verfahren in die Wege. Als neue Beweismittel wurden die Gutachten zweier Sachverständiger vorgelegt, die zeigen sollten, dass die französische Armee bereits vor der Veröffentlichung des Textes über die Aktivitäten der Reichswehr informiert war. Außerdem hätten einige der beanstandeten „Geheimnisse“ nicht den Tatsachen entsprochen. Das Kammergericht erklärte eine Wiederaufnahme des Verfahrens für unzulässig. Die neuen Gutachten seien nicht als Tatsachen oder Beweismittel ausreichend, um von Ossietzky nach damaligem Recht freizusprechen. In der Begründung des Beschlusses vom 11. Juli 1991 hieß es:

„Der Umstand, daß ausländische Regierungen über die geheime Wiederaufrüstung des Deutschen Reiches informiert waren, begründet allenfalls die unbestimmte Vermutung, daß ihnen auch die im Zusammenhang mit dem Flugplatz Johannisthal-Adlershof aufgedeckten Vorgänge schon vor der Veröffentlichung bekannt waren. […] Für die Auffassung des Gutachters, daß die französische militärische Führung über jeden Schritt der deutschen Rüstung, also auch über die in dem Artikel mitgeteilten Tatsachen, unterrichtet gewesen sei, fehlt es an einer nachvollziehbaren Auseinandersetzung mit dem herangezogenen Material.“

Der Bundesgerichtshof lehnte anschließend eine Beschwerde gegen die Entscheidung des Kammergerichtes ab. Er begründete dies in seinem Beschluss vom 3. Dezember 1992:

„Fehlerhafte Rechtsanwendung für sich allein ist kein Wiederaufnahmegrund nach der Strafprozeßordnung. Mit Ausnahme des Falles der Mitwirkung eines unredlichen Richters kann die auf falscher Rechtsauffassung beruhende ‚noch so falsche Entscheidung‘ im Wiederaufnahmeverfahren nur bei Unrichtigkeit des der fehlerhaften Entscheidung zugrundeliegenden Sachverhalts beseitigt werden. […] Nach der Rechtsprechung des Reichsgerichtes schloß die Rechtswidrigkeit der geheim gehaltenen Vorgänge die Geheimniseigenschaft nicht aus. Jeder Staatsbürger schuldet nach Auffassung des Reichsgerichtes seinem Vaterland eine Treuepflicht des Inhalts, daß das Bestreben nach der Einhaltung der bestehenden Gesetze nur durch eine Inanspruchnahme der hierzu berufenen innerstaatlichen Organe und niemals durch eine Anzeige bei ausländischen Regierungen verwirklicht werden durfte.“

Der Bundesgerichtshof hat somit das Urteil das Reichsgerichts nicht im eigentlichen Sinne „bestätigt“, sondern lediglich entschieden, dass keine „neuen Tatsachen und Beweismittel“ im Sinne des § 359 StPO vorgelegt wurden, die einen Freispruch des Verstorbenen gemäß § 371 Abs. 1 StPO ermöglicht hätten.
Die Entscheidungen der beiden Gerichte wurden von Kritikern als Indiz dafür gewertet, dass sich die bundesdeutsche Justiz noch immer mit der Aufarbeitung der deutschen Rechtsgeschichte schwer tue. Die vom BGH bestätigte Auffassung des Kammergerichts, wonach „ein weiterer Sachverständiger als solcher grundsätzlich kein neues Beweismittel ist“, verstoße außerdem gegen die „einhellige Kommentarmeinung“ (Ivo Heiliger). Die Kritik am BGH geht damit in die Richtung, dass die neuen Gutachten schon in der Entscheidung über die Zulassung des Wiederaufnahmeverfahrens inhaltlich zu stark bewertet worden seien, anstatt diese Einschätzung dem Wiederaufnahmeverfahren selbst zu überlassen.
Nachdem Rosalinde von Ossietzky-Palm im Jahr 2000 verstorben ist, ist die Staatsanwaltschaft noch antragsberechtigt für ein erneutes Wiederaufnahmeverfahren. Daher forderten Jungfer und Müller:

„Nachdem sich auch beim BGH die Erkenntnis durchgesetzt hat, dass nicht jedes Reichsgerichtsurteil erhaltenswert ist und der 5. Strafsenat schon die mangelhafte Vergangenheitsaufarbeitung des BGH gerügt hat, wäre es ein nobile officium der deutschen Justiz, das 70 Jahre alte Urteil aufzuheben und den Nobelpreisträger – nicht zuletzt auch sich selbst – zu rehabilitieren.“

### Sekundärliteratur

#### Monographien
- Bruno Frei: Carl von Ossietzky – eine politische Biographie. Das Arsenal, Berlin 1978, ISBN 3-921810-15-9.
- Heinrich Hannover: Die Republik vor Gericht 1975–1995. Erinnerungen eines unbequemen Rechtsanwalts. Aufbau-Taschenbuch-Verl., Berlin 2003, ISBN 3-7466-7032-2.
- Ursula Madrasch-Groschopp: Die Weltbühne. Porträt einer Zeitschrift. Buchverlag Der Morgen, Berlin 1983, Bechtermünz im Weltbild Verlag, Augsburg 1999 (Nachdr.), ISBN 3-7610-8269-X.
- Dieter Lang: Staat, Recht und Justiz im Kommentar der Zeitschrift „Die Weltbühne“. P. Lang, Frankfurt am Main 1996, ISBN 3-631-30376-9.
- Elke Suhr: Carl von Ossietzky. Eine Biographie. Kiepenheuer & Witsch, Köln 1988, ISBN 3-462-01885-X.
- Hermann Vinke: Carl von Ossietzky. Dressler, Hamburg 1978, ISBN 3-7915-5007-1.

#### Aufsätze
- Gerhard Jungfer, Ingo Müller: 70 Jahre Weltbühnen-Urteil. In: Neue Juristische Wochenschrift (NJW). Beck, München/Frankfurt M 2001, S. 3461–3465. ISSN 0341-1915
- Ivo Heiliger (Pseudonym von  Ingo Müller): Ein zweites Fehlurteil gegen Ossietzky. In: Kritische Justiz (KJ). Nomos, Baden-Baden 1991, S. 498–500. ISSN 0023-4834
- Ivo Heiliger (Pseudonym von  Ingo Müller): Windiges aus der deutschen Rechtsprechung. In: Kritische Justiz (KJ). Nomos, Baden-Baden 1993, S. 194–198. ISSN 0023-4834
- Eckart Rottka: Gedanken zu einem Bild. In: Helmut Reinhardt (Hrsg.): Nachdenken über Ossietzky. Verlag der Weltbühne v. Ossietzky & Co, Berlin, 1989, S. 232–234.

- Ingo Müller: Wiederaufnahme des Weltbühne-Prozesses? Eine Initiative demokratischer Juristen in der BRD. In: Helmut Reinhardt (Hrsg.): Nachdenken über Ossietzky. Verlag der Weltbühne v. Ossietzky & Co, Berlin, 1989, S. 235–239.
- Ingo Müller: Der berühmte Fall Ossietzky vom Jahr 1930 könnte sich jederzeit wiederholen … In: Recht Justiz Kritik, Festschrift für Richard Schmid, hrsg. von Hans-Ernst Bötcher. Nomos, Baden-Baden 1985, ISBN 3-7890-1092-8, S. 297–326.

- Elke Suhr: „Zu den Hintergründen des ’Weltbühnen'-Prozesses.“ In: Allein mit dem Wort. Erich Mühsam, Carl von Ossietzky, Kurt Tucholsky. Schriftstellerprozesse in der Weimarer Republik. Schriften der Erich-Mühsam-Gesellschaft. Heft 14, Lübeck 1997, ISBN 3-931079-17-1, S. 54–69.
- Alfred Kantorowicz: Die Geächteten der Republik. in: Porträts. Deutsche Schicksale. Chronos, Berlin, 1947, S. 5–24.